# Euploea zinckenii
Euploea zinckenii är en fjärilsart som beskrevs av Felder 1865. Euploea zinckenii ingår i släktet Euploea och familjen praktfjärilar. Inga underarter finns listade i Catalogue of Life.